# Ilha Grande de Santa Isabel
Ilha Grande de Santa Isabel är en ö i Brasilien.   Den ligger i delstaten Ceará, i den nordöstra delen av landet, 1 600 km norr om huvudstaden Brasília.
Omgivningarna runt Ilha Grande de Santa Isabel är huvudsakligen savann. Runt Ilha Grande de Santa Isabel är det tätbefolkat, med 319 invånare per kvadratkilometer.